# Afonso de Almeida
Afonso José d'Almeida Corte-Real, igualmente conhecido como Afonso de Almeida (28 de Agosto de 1743 - 11 de Abril de 1832), foi um oficial do Santo Ofício Português.

## Biografia

### Vida pessoal
Nasceu na localidade de Ourique, no dia 28 de Agosto de 1743, filho de Joana Maurícia d'Almeida e de Lázaro Soares Velho Geraldes.
Casou com uma prima, Maria Joaquina da Mota Corte-Real, no dia 4 de Junho de 1771, na Igreja de São Sebastião.
Faleceu na cidade de Lagos, em 11 de Abril de 1832.

### Carreira profissional
Exerceu as posições de familiar do Santo Ofício de Évora, escrivão da Santa Casa da Misericórdia de Lagos nos anos de 1781 e 1782, e vereador na Câmara Municipal de Lagos.

## Homenagens
Nos inícios do Século XIX, o seu nome foi colocado na rua em que residiu, na Freguesia de São Sebastião.